# Мінський завод колісних тягачів
Мінський завод колісних тягачів (біл. Мінскі завод колавых цягачоў) — білоруське підприємство, яке спеціалізується на випуску дорожніх і позашляхових автомобілів великої вантажності, причіпної техніки, спеціальних колісних шасі під монтаж устаткування для підприємств будівельного, нафтогазового і машинобудівного комплексів. До 1991 року перебувало в складі Мінського автомобільного заводу.
Є державним підприємством і перебуває у віданні Державного військово-промислового комітету Республіки Білорусь. Форма власності — відкрите акціонерне товариство.
В серпні 2020 частина працівників заводу долучилася до національного страйку з вимогою відставки керівника Білорусі Олександра Лукашенка. Під час зустрічі Лукашенка з робітниками заводу вони сканували «Іди геть!». 

## Міжнародні санкції
17 грудня 2020 року МЗКТ був внесений до «чорного списку ЄС». Також завод в свої санкційні списки включили Велика Британія та Швейцарія.
У 2022 році на тлі вторгнення Росії в Україну завод, його директора Олексія Римашевського та заступника директора Олександра Ветеневича внесли до Списку спеціально позначених громадян і заблокованих осіб США, а також до санкційних списків Великої Британії, Австралії, Канади, Нової Зеландії та України. Крім того, Японія ввела санкції проти МЗКТ.

## Модельний ряд
- МЗКТ-4901

## Галерея

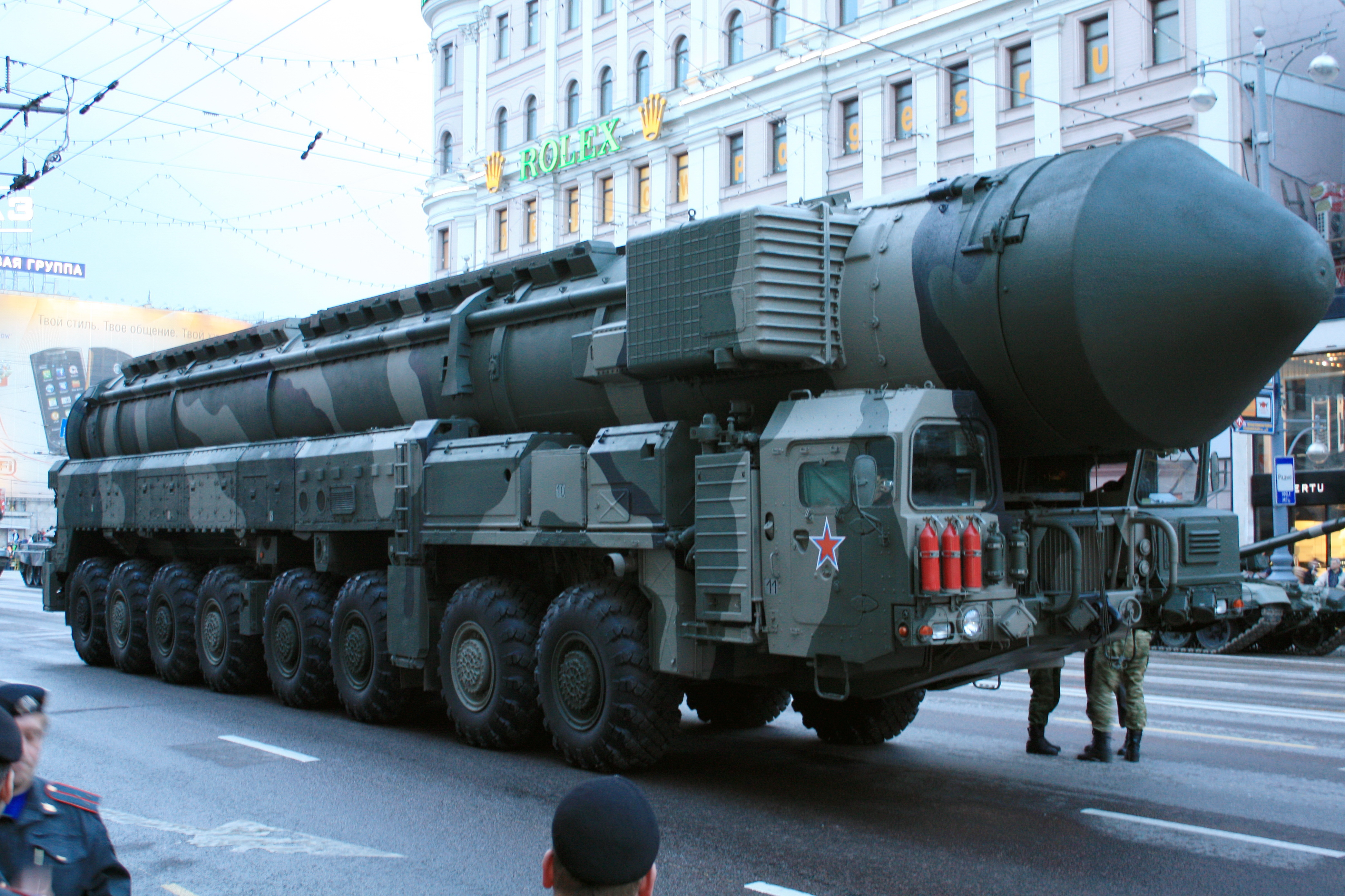
МЗКТ-79221 — шасі ПГРК «Тополь-М» і «Ярс».
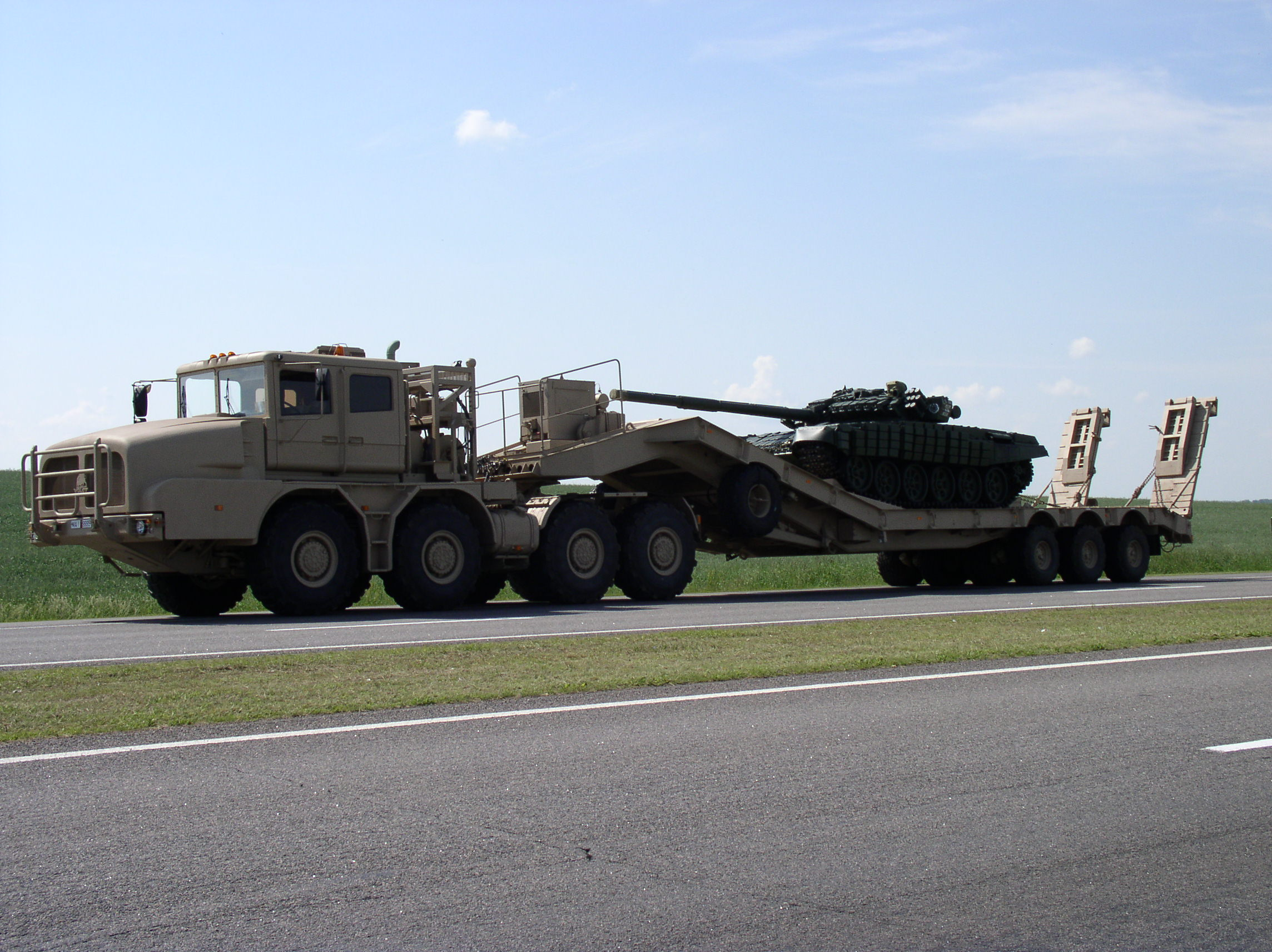
Транспортування танка Т-72 тягачем МЗКТ-74135.
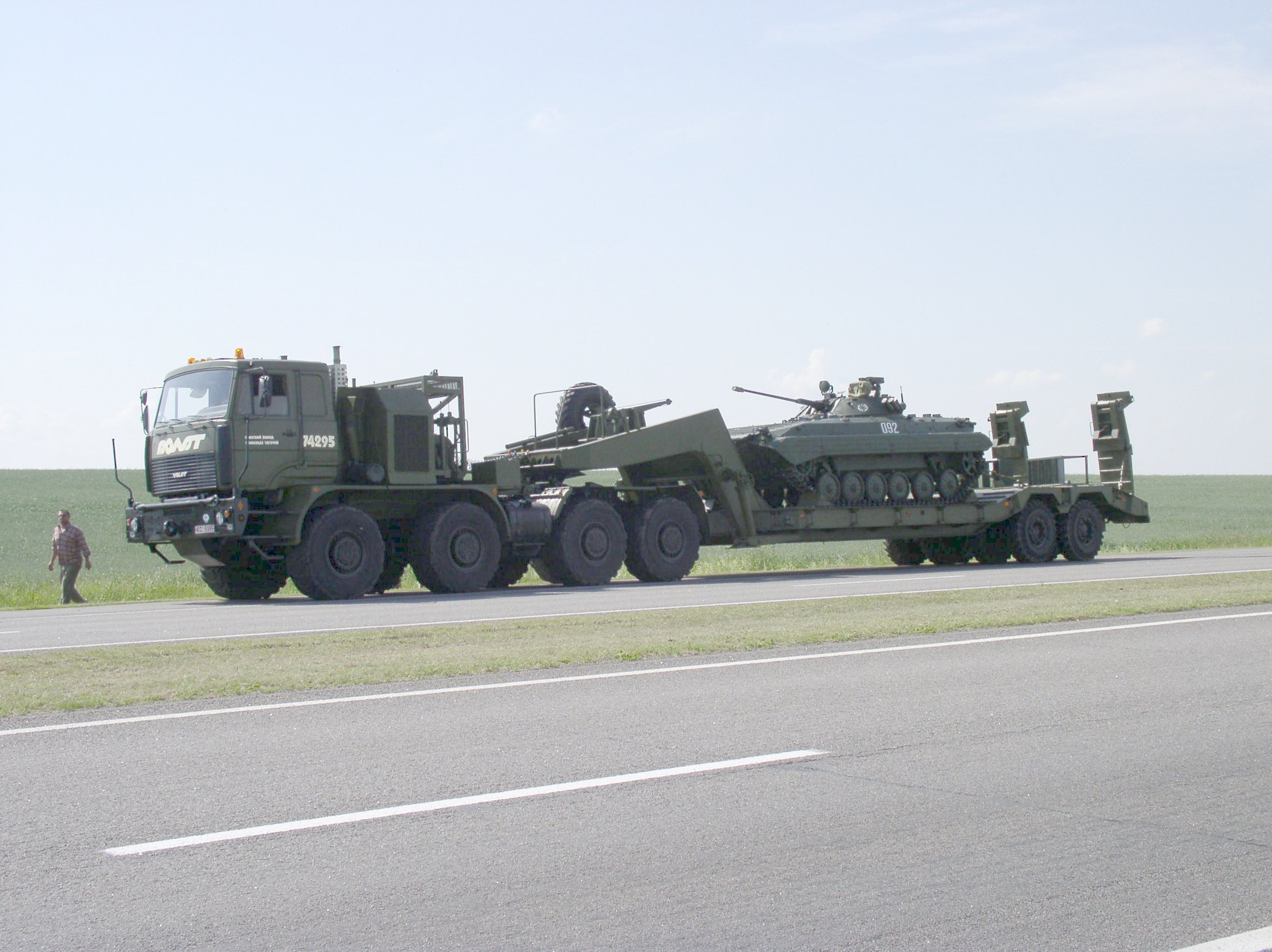
Транспортування БМП-2 тягачем МЗКТ-74295.
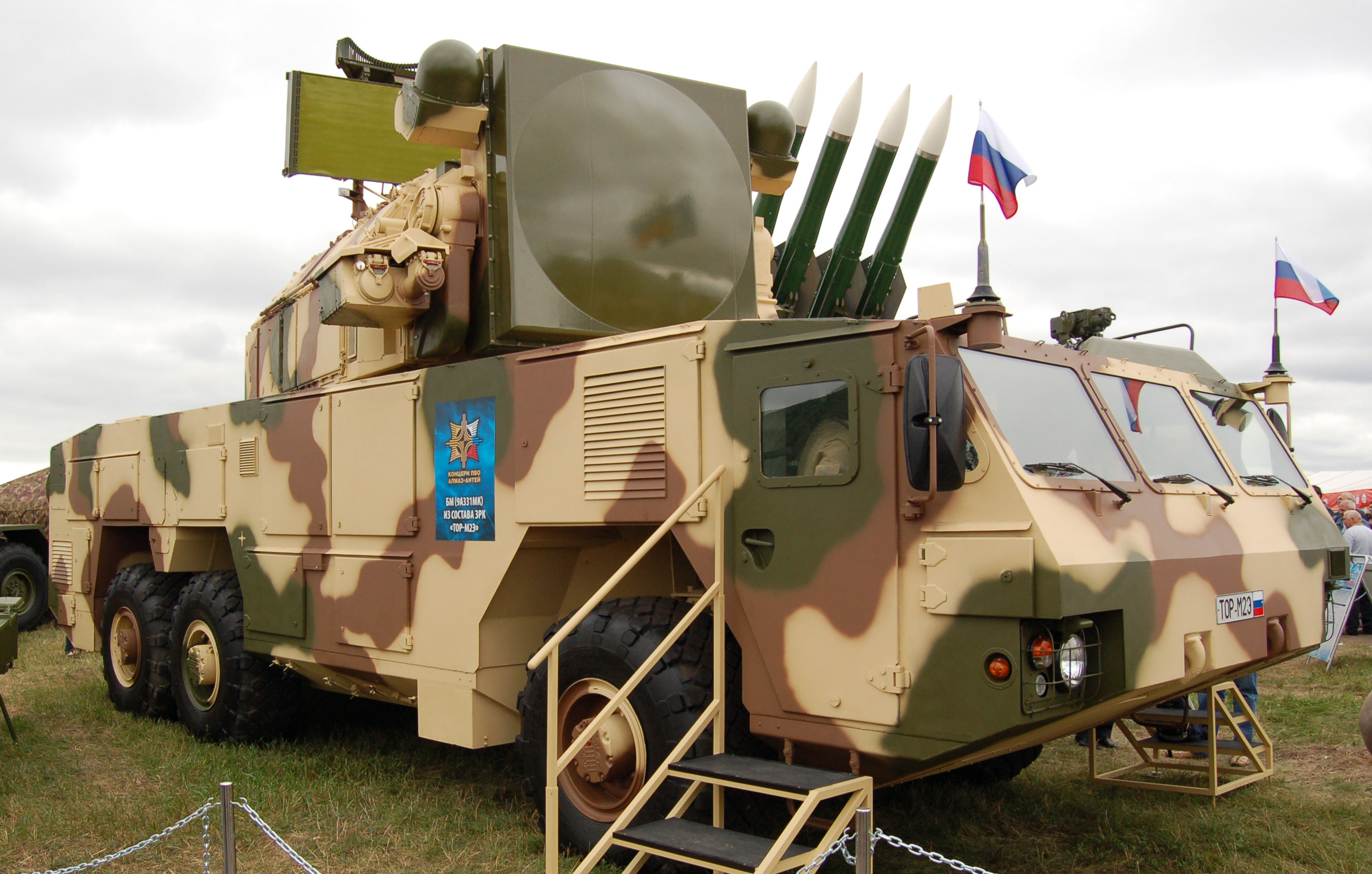
ЗРК «Тор-МК» на шасі МЗКТ-6922.
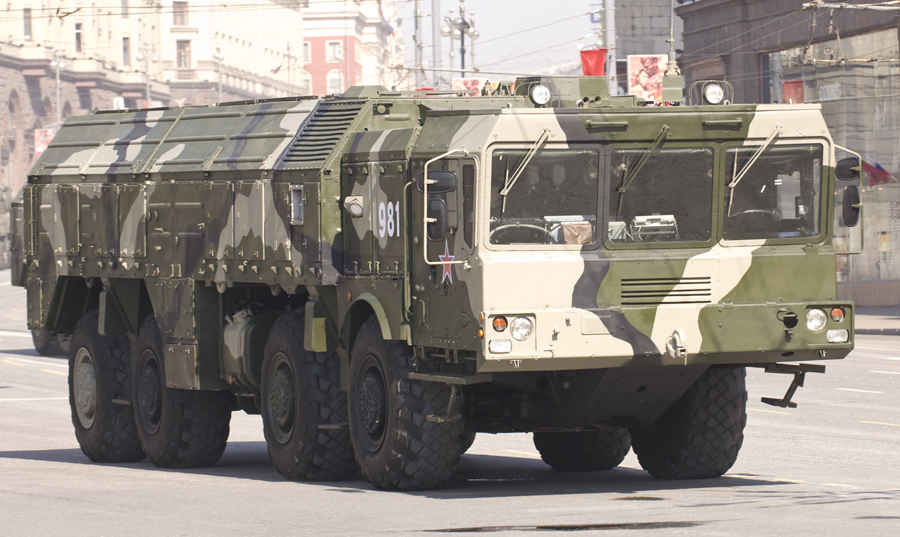
Ракетна пускова установка 9П78-1 ракетного комплексу «Іскандер-М» на шасі МЗКТ-7930.
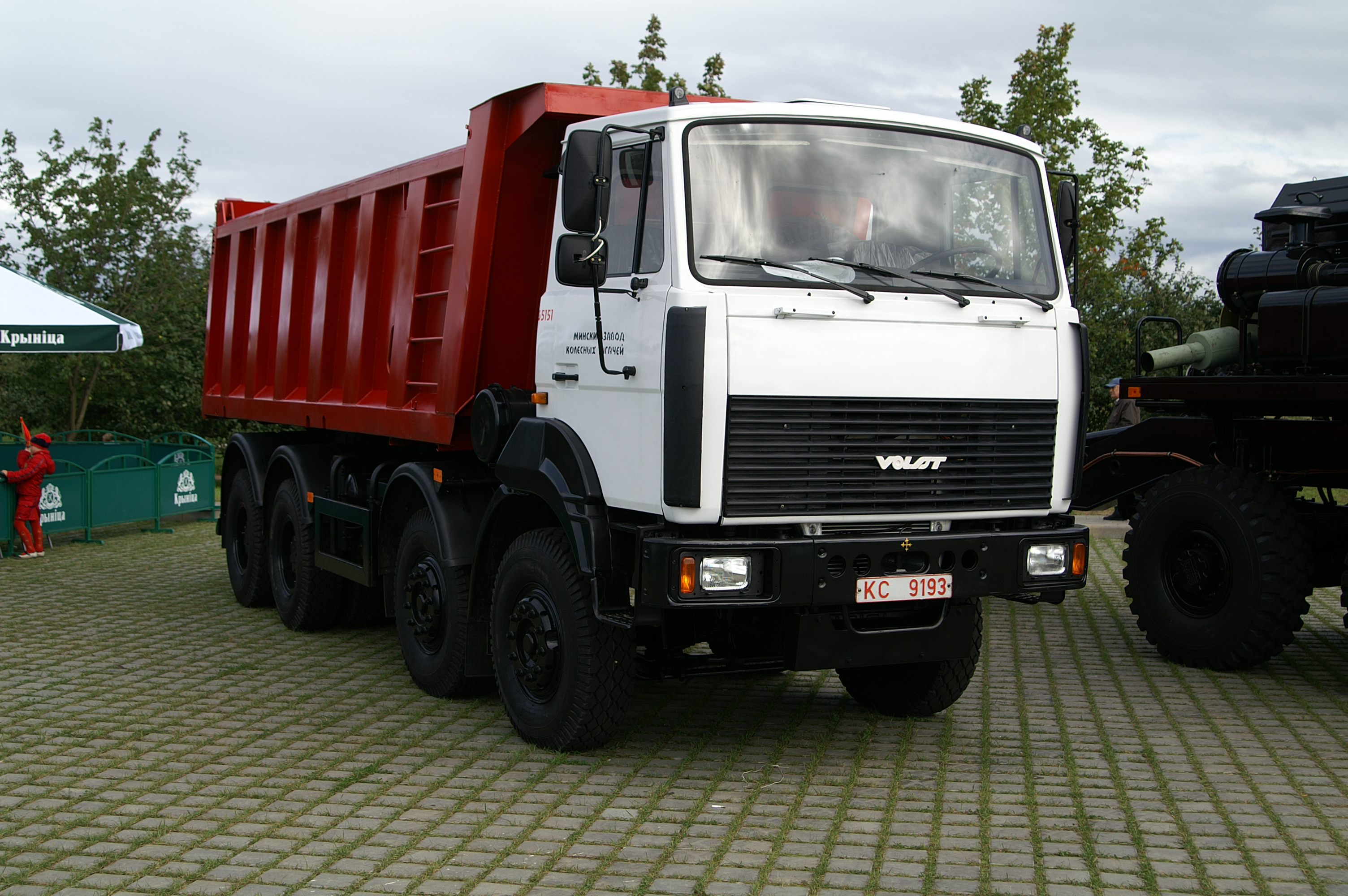
Самоскид МЗКТ-65151
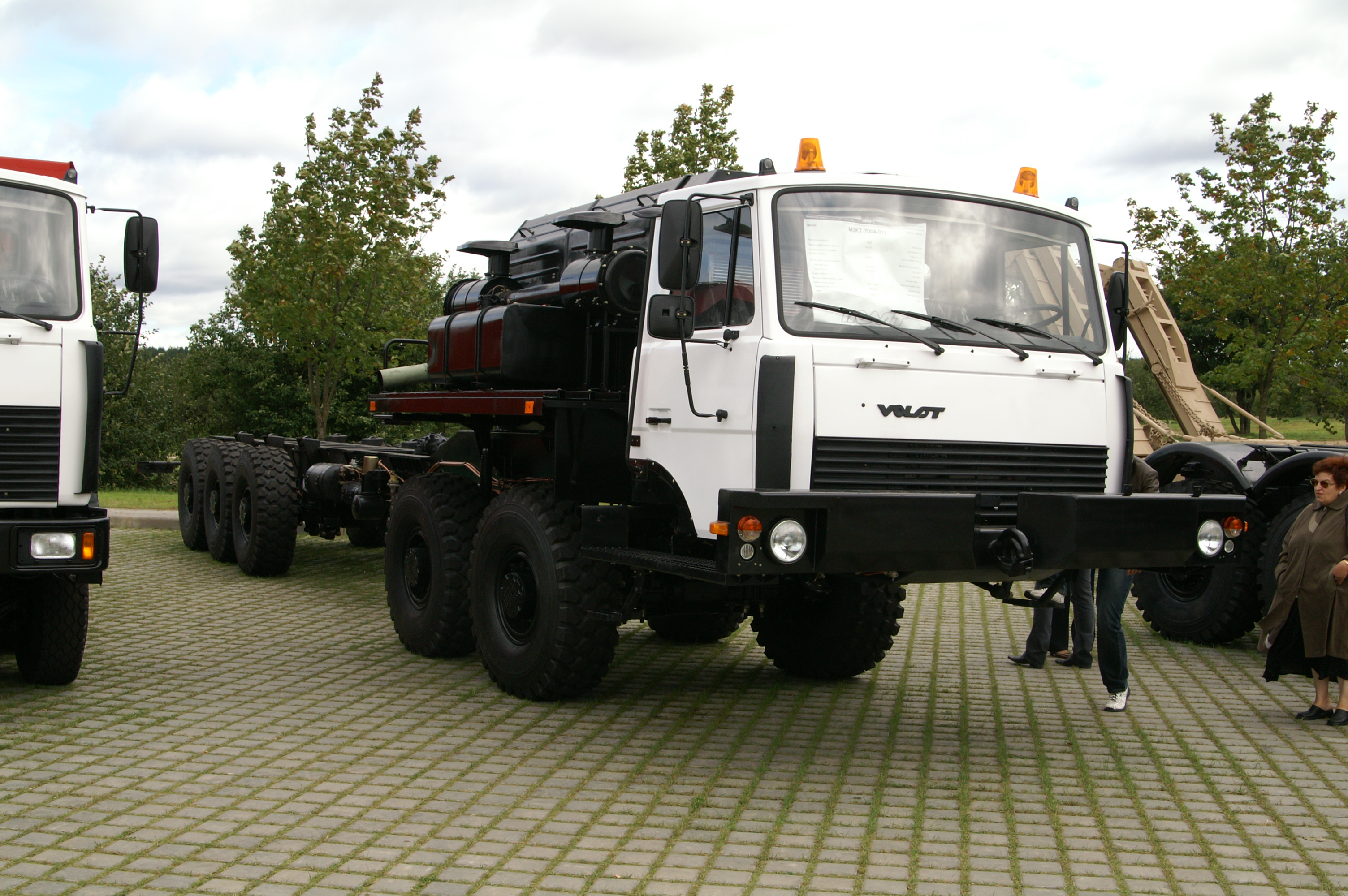
Колісне шасі МЗКТ-7004
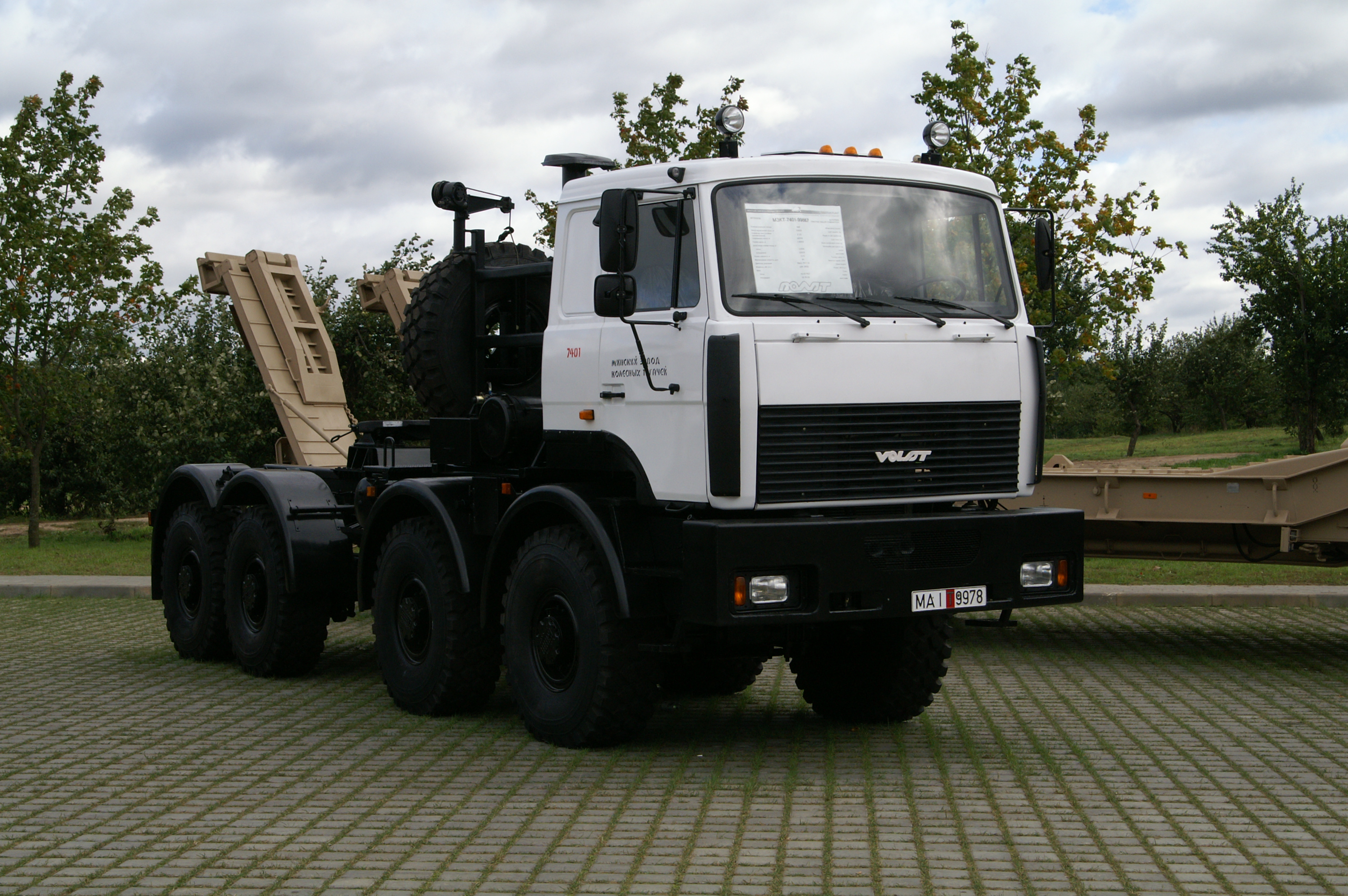
Сідловий тягач МЗКТ-7401
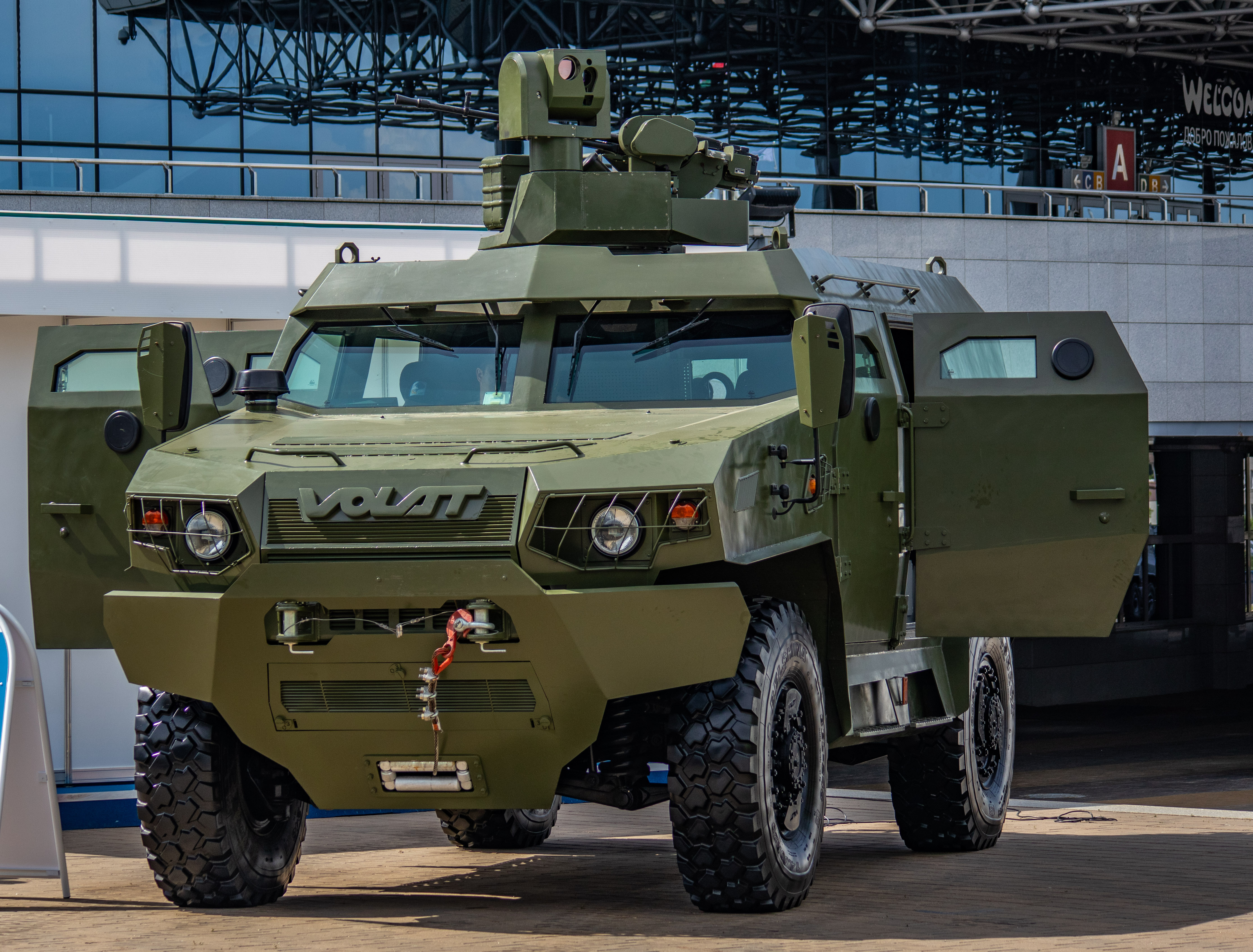
Volat V1
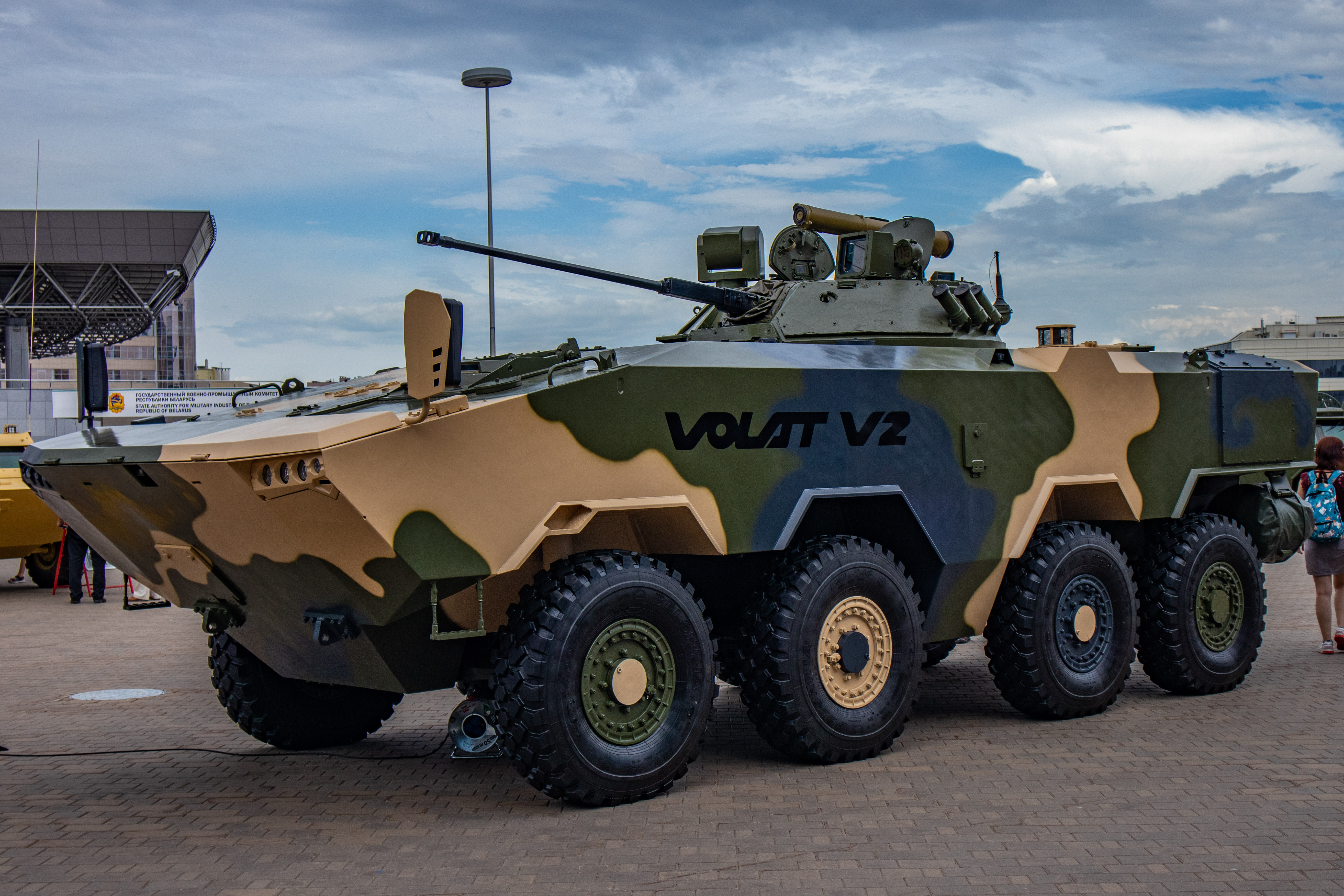
Volat V2